# لعشم

تعديل مصدري - تعديل

تجمع لعشم هو "تجمع بدوي" في  عزلة أحور بمديرية أحور التابعة لمحافظة أبين، بلغ تعداد سكانها 125 نسمة حسب تعداد اليمن لعام 2004.